# Белорусы на Украине

Бело-красно-белый флаг с колоннами Гедимина в форме трезубца белорусской диаспоры Украины, который также использует полк имени Кастуся Калиновского

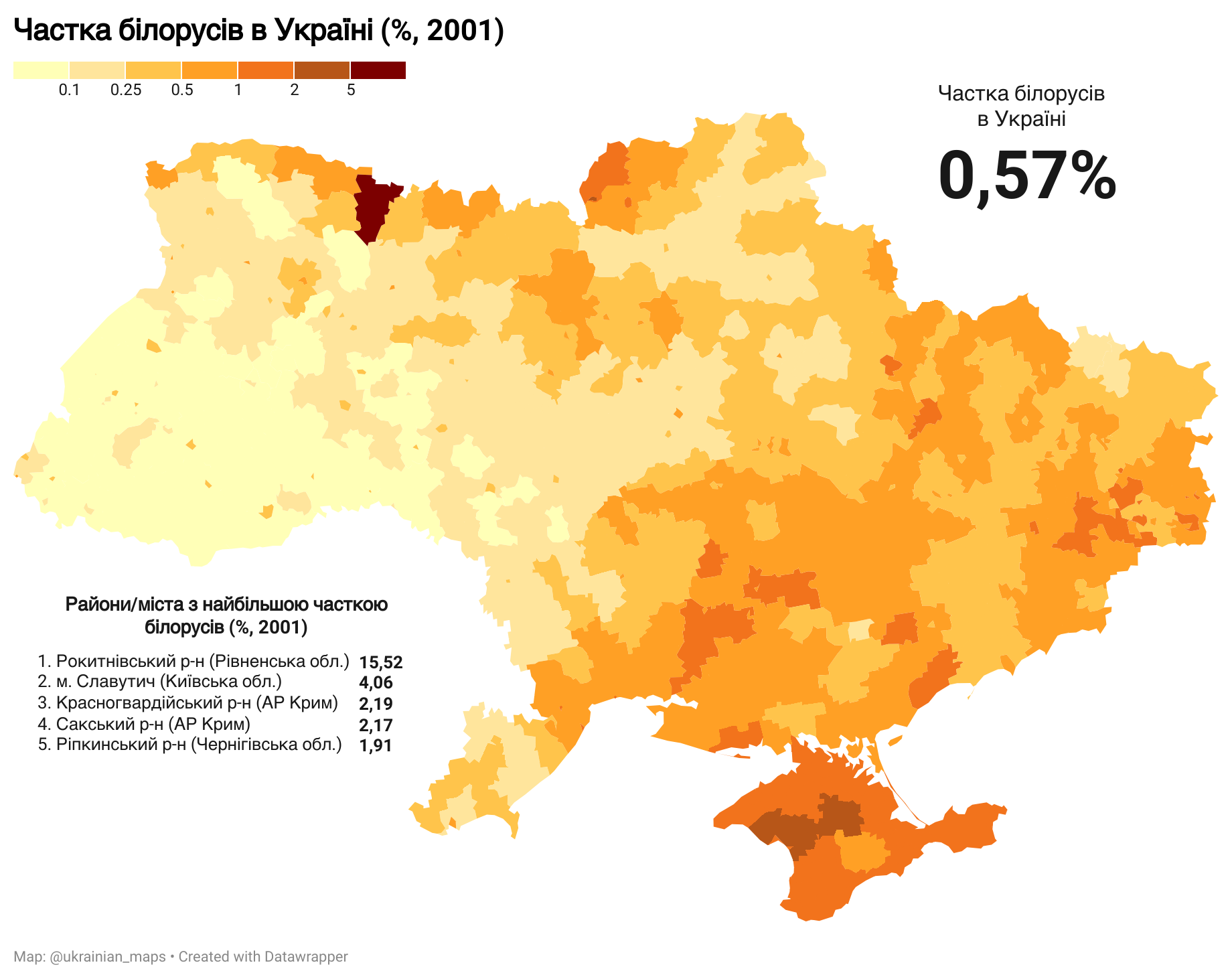
Расселение этнических белорусов в Украине по данным переписи населения 2001 года.

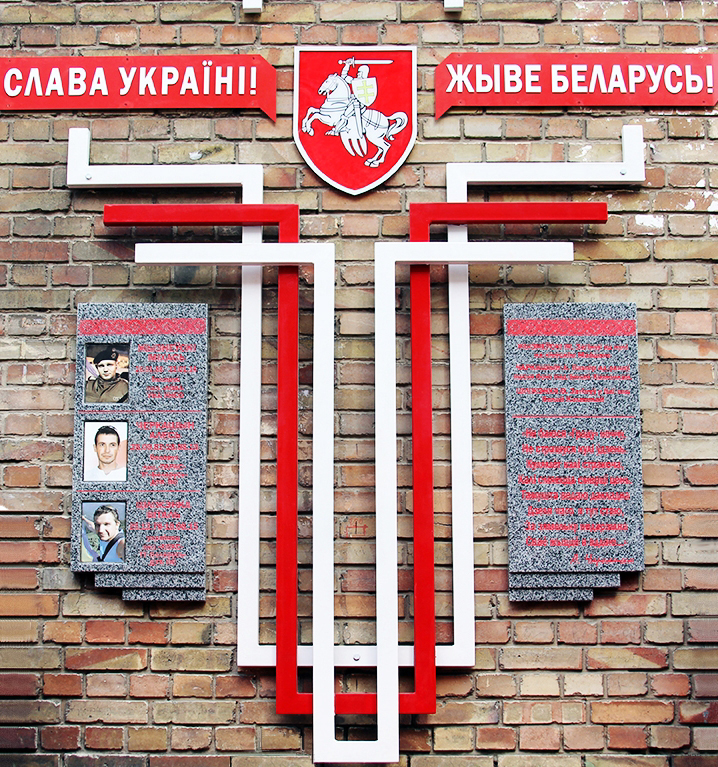
Памятник белорусам, погибшим за Украину (Киев)

Белорусы на Украи́не (бел. Беларусы Украіны, укр. Білоруси в Україні) — белорусское этническое меньшинство в Украине, согласно данным переписи населения 2001 года насчитывающее 275 800 человек. Большинство белорусов проживают на юго-востоке Украины. Часть из них компактно проживают в районах украинско-белорусского этнического пограничья на Полесье.

## Современность
Согласно данным переписи населения 2001 года на Украине проживает 275,8 тысяч белорусов, при этом их численность по сравнению с данными переписи 1989 года сократилась на 37,3 %. Большинство из них проживало на территории Автономной Республики Крым. В подавляющем большинстве белорусы проживают в сельской местности.
В 2007—2011 в Киеве и других городах Украины проводился фестиваль «Белорусская весна».
В 2016 в Киеве был открыт Памятник белорусам, погибшим за Украину.